# Reingers
Reingers é um município da Áustria localizado no distrito de Gmünd, no estado de Baixa Áustria.